# Нижні Бюртлі-Шигалі
Нижні Бю́ртлі-Шигалі́ (рос. Нижние Бюртли-Шигали, чув. Йӳç Шăхаль) — присілок у складі Комсомольського району Чувашії, Росія. Входить до складу Шераутського сільського поселення.
Населення — 416 осіб (2010; 476 у 2002).
Національний склад:
- чуваші — 99 %